# Gigel Bucur
Gigel Bucur (n. Gheorghe Bucur, 8 aprilie 1980, București, România) este un jucător român de fotbal retras din activitate.
A jucat pe postul de atacant în prima ligă românească la Sportul Studențesc și FC Timișoara și în prima ligă rusă la FC Kuban Krasnodar.
Este un jucător mic de statură, dar are avantajul vitezei. Și-a început cariera la Sportul Studențesc pentru care a jucat 169 de meciuri și a marcat 76 de goluri, ajungând și golgheter al Ligii I. În sezonul 2004-2005 a terminat la egalitate cu Claudiu Niculescu în cursa pentru titlul de golgheter al Ligii 1, iar în sezonul 2008-2009 a ieșit din nou golgheter al Ligii 1, de această dată în tricoul lui FC Timișoara.

## Cariera de fotbalist
Înainte de a juca la Poli Timișoara, Bucur a jucat doar la Sportul Studențesc, unde a marcat 76 de goluri în 169 de meciuri. El a debutat în Divizia A de-alungul sezonului 2000-2001. După ce a devenit golgheterul Ligii I în 2005, a fost transferat la Poli Timișoara pentru 800.000 de dolari. Sorin Rădoi a venit de asemenea la Poli, ca o parte a înțelegerii.
Bucur a debutat în echipa națională a României în 2005, cu ea reușind să se califice la EURO 2008. După evoluțiile foarte bune de la Timișoara, a fost cumpărat de Kuban Krasnodar pentru 1,8 milioane de dolari.

## Echipa națională
A jucat 22 de meciuri și a marcat 4 goluri pentru echipa națională de fotbal a României. Pe 25 martie 2008, a primit Medalia „Meritul Sportiv” - clasa a III-a, din partea președintelui României, Traian Băsescu, deoarece a făcut parte din reprezentativa României care a obținut calificarea la Campionatul European din 2008.

### Goluri la echipa națională
La data de 15 octombrie 2013.
| #  | Data              | Locație               | Adversar       | Scor | Rezultat | Competiție           |
| -- | ----------------- | --------------------- | -------------- | ---- | -------- | -------------------- |
| 1. | 8 iunie 2005      | Constanța, România    | Armenia        | 3–0  | Victorie | Preliminarii CM 2006 |
| 2. | 8 iunie 2005      | Constanța, România    | Armenia        | 3–0  | Victorie | Preliminarii CM 2006 |
| 3. | 9 septembrie 2009 | București, România    | Austria        | 1–1  | Egal     | Preliminarii CM 2010 |
| 4. | 14 octombrie 2009 | Piatra Neamț, România | Insulele Feroe | 3–1  | Victorie | Preliminarii CM 2010 |

## Statistici
| Kuban                          | 2012-13       | 21  | 4   | 2  | 0 | 0 | 0 | 23  | 4   |
| Kuban                          | 2011-12       | 39  | 6   | 1  | 0 | 0 | 0 | 40  | 6   |
| Kuban                          | 2010          | 31  | 9   | 0  | 0 | 0 | 0 | 31  | 9   |
| Kuban                          | Total         | 91  | 19  | 3  | 0 | 0 | 0 | 94  | 19  |
| FC Timișoara                   | 09-10         | 16  | 8   | 0  | 0 | 6 | 3 | 22  | 11  |
| FC Timișoara                   | 08-09         | 31  | 17  | 4  | 2 | 2 | 1 | 37  | 20  |
| FC Timișoara                   | 07-08         | 28  | 16  | 2  | 1 | 0 | 0 | 30  | 17  |
| FC Timișoara                   | 06-07         | 29  | 9   | 4  | 2 | 0 | 0 | 33  | 11  |
| FC Timișoara                   | 05-06         | 20  | 2   | 2  | 1 | 0 | 0 | 22  | 3   |
| FC Timișoara                   | Total         | 124 | 52  | 12 | 6 | 8 | 4 | 144 | 62  |
| Sportul                        | 04-05         | 29  | 21  | 2  | 1 | 0 | 0 | 31  | 22  |
| Sportul                        | 03-04         | 28  | 29  | 0  | 0 | 0 | 0 | 28  | 29  |
| Sportul                        | 02-03         | 12  | 2   | 0  | 0 | 0 | 0 | 12  | 2   |
| Sportul                        | 01-02         | 29  | 12  | 2  | 1 | 0 | 0 | 31  | 13  |
| Sportul                        | 00-01         | 27  | 4   | 5  | 1 | 0 | 0 | 32  | 5   |
| Sportul                        | 99-00         | 28  | 6   | 0  | 0 | 0 | 0 | 28  | 6   |
| Sportul                        | 98-99         | 16  | 2   | 0  | 0 | 0 | 0 | 16  | 2   |
| Sportul                        | Total         | 169 | 76  | 9  | 3 | 0 | 0 | 178 | 79  |
| Career Totals                  | Career Totals | 363 | 144 | 22 | 9 | 8 | 4 | 393 | 157 |
| La data de 18 septembrie 2013. |               |     |     |    |   |   |   |     |     |